# Yoma (genre)
Pour les articles homonymes, voir Yoma.
Genre
Yoma est un genre de lépidoptères de la famille des Nymphalidae, présent en Asie du Sud-Est et en Australasie.

## Liste des espèces
Le genre comporte deux espèces :
- Yoma algina (Boisduval, 1832) — Nouvelle-Guinée et îles environnantes.
- Yoma sabina (Cramer, [1780]) — de la Birmanie au Nord de l'Australie et à la Nouvelle-Calédonie.

## Systématique et phylogénie
Le genre Yoma a été décrit par le naturaliste américain William Doherty en 1886. Son espèce type est Yoma vasuki Doherty, 1886, qui est un synonyme junior de Yoma sabina (Cramer, [1780]).
Le genre Yoma est classé dans la famille des Nymphalidae, la sous-famille des Nymphalinae et la tribu des Junoniini. Des études de phylogénie moléculaire ont montré qu'il est le groupe frère du genre Protogoniomorpha,.